# Chittorgarh (district)
Chittorgarh is een district van de Indiase staat Rajasthan. In 2001 telde het district 1.802.656 inwoners op een oppervlakte van 10.856 km². Het zuidelijke gedeelte splitste zich in 2008 echter af en behoort sindsdien tot het district Pratapgarh.
Hoofdstad: Jaipur
Districten:
Divisie Ajmer: Ajmer · Bhilwara · Nagaur · Tonk
Divisie Bharatpur: Bharatpur · Dholpur · Karauli · Sawai Madhopur
Divisie Bikaner: Bikaner · Churu · Hanumangarh · Sri Ganganagar
Divisie Jaipur: Alwar · Dausa · Jaipur · Jhunjhunu · Sikar
Divisie Jodhpur: Barmer · Jaisalmer · Jalore · Jodhpur · Pali · Sirohi
Divisie Kota: Baran · Bundi · Jhalawar · Kota
Divisie Udaipur: Banswara · Chittorgarh · Dungarpur · Pratapgarh · Rajsamand · Udaipur